# Vrijeme nedostupnosti
Vrijeme nedostupnosti (eng. downtime i outage duration) je pojam koji se odnosi na vrijeme kad sustav nije u mogućnosti obaviti svoje primarne funkcije. Za ovaj se engleski pojam još rabe ovi izrazi na hrvatskom jeziku: vrijeme ispada, vrijeme stajanja, vrijeme zastoja.
Inženjerstvo pouzdanosti (eng. reliability engineering), dostupnost, spašavanje podataka te nedostupnost su srodni pojmovi.
Nedostupnost je udio u nekom vremenskom rasponu unutar kojeg sustav nije dostupan ili nije spojen u mrežu (offline).
Obično je ovo ishod tog što je sustav zakazao zbog neplanirana događaja ili zbog rutinskog održavanja.
Pojam se obično rabi u svezi s telekomunikacijskim mrežama i poslužiteljima. Česti razlog neplaniranih ispadaja su zakazivanja sustava kao što su urušavanje ili kad zakažu komunikacije (poznato kao ispad mreže).
Pojam koji označuje suprotno stanje je vrijeme neprekidnog rada (eng. uptime).